# Гір (притока Маас)
Гір або Джекер (фр. Geer, нід. Jeker) — річка у Бельгії та Нідерландах, лівобережна притока Маасу. Гір бере свій початок біля села Жеєр, у бельгійській провінції Льєж. Довжина річки становить приблизно 54 кілометри, з яких близько 50 кілометрів знаходиться в Бельгії (провінції Льєж та Лімбург) і 4 кілометри в Нідерландах (провінція Лімбург), де вона впадає у річку Маас у Маастрихті (Нідерланди).
Місця, через які проходить Джекер, включають Варемме, Тонгерен, Канне (усі три в Бельгії) та Маастрихт.